# غطيط
غطيط قرية أثرية تقع شمال غرب محافظة الحجرة بمنطقة الباحة، جنوب المملكة العربية السعودية. تبعد 4 كلم عن محافظة الحجرة وترتبط فيها بطريق اسفلتي. تحتوي القرية على حصن أثري يعتبر من أهم الآثار في المنطقة.

## حصن غطيط الأثري
هو حصن قديم يقال أنه سكن من قبل شيخ قبائل الشغبان السابق (عطية بن موسى الطيار)، وتقع إلى جانبه عدد من الدور القديمة.